# Callichroma viridipes
Callichroma viridipes là một loài bọ cánh cứng trong họ Cerambycidae.